# Eoscarta semicincta
Eoscarta semicincta är en insektsart som först beskrevs av Victor Lallemand 1939.  Eoscarta semicincta ingår i släktet Eoscarta och familjen spottstritar. Inga underarter finns listade i Catalogue of Life.